# Чурдалёв, Игорь Валентинович
Игорь Валентинович Чурдалёв (21 июля 1952, Севастополь – 26 мая 2020, Нижний Новгород) – русский поэт, тележурналист, публицист.

## Биография
Игорь Чурдалёв родился 21 июля 1952 года в Севастополе, в семье военного моряка- подводника. После того как отца перевели служить на Крайний Север, родители отправили Игоря к бабушке в Нижний Новгород (тогда Горький). Бабушка, Галина Сергеевна Мусихина, дворянка, дочь бывшего арзамасского полицмейстера, в 1917 году, будучи 14-летней девочкой, осталась без семьи и была вынуждена скрывать своё происхождение. В 1937—1938 годах, чтобы спасти от репрессий себя и маленькую дочь, уехала жить в глухую деревню в Горьковской области и преподавала в местной школе. Позже стала заслуженной учительницей РСФСР.
По словам Игоря Чурдалёва, именно от бабушки и её сверстниц, которые «застали свет серебряного века», он унаследовал главное достояние их эпохи – её язык и культуру.
После школы Чурдалёв поступил в Горьковский университет им. Н. И. Лобачевского, на филологический факультет, но проучился недолго. По распоряжению КГБ он был исключен из ВУЗа и отправлен в армию. Служба проходила в особо тяжёлых условиях, в стройбате в Сибири, с жестокими издевательствами военных чинов. О произошедшем сам Чурдалёв в одном из интервью сказал: «Мальчиком я тяжело переживал ту социальную несправедливость, которую наблюдал, да и по юности сам вел себя далеко не идеальным образом. Мне практически инкриминировали создание антисоветской организации, хотя это были детские игры – никакой организации не было…».
Вернувшись после армии в Нижний Новгород и закончив университет, в 70-80-х годах Чурдалёв работал матросом, водолазом, монтажником кабельных линий связи, механиком по ремонту пишущих машинок, резчиком деревянных фигур для городских дворов, художником-конструктором, дизайнером металлических пряжек на заводе.
Публиковал стихи в местной прессе, в сборниках молодых поэтов и журнале «Юность». В 1983 году поэт выпускает свой первый поэтический сборник «Ключ». В 1987 году выходит новая книга стихов «Железный проспект». В 1988 году Чурдалёв стал членом Союза писателей СССР.
Не соглашаясь с идеологическими требованиями и атмосферой официального Союза Писателей, в середине 80-х создал альтернативное молодёжное поэтическое объединение «Марафон». Оно успешно работало до середины 1992 года. Поэтические вечера «марафонцев», где органично сочетались джаз, рок и поэзия, пользовались большим успехом. На одном из таких вечеров читал свои стихи Давид Самойлов; на другом – Андрей Дементьев. «Созданный им «Марафон» был ... попыткой выправить глубокую деформацию и дисбаланс, сложившиеся внутри литературного процесса – отечественного в целом и нижегородского в частности». «Марафон» помог сформироваться целому поколению нижегородской поэзии (Марина Кулакова, Михаил Воловик, Александр Чесноков, Виталий Гольнев, Евгений Эрастов, Игорь Грач, Аркадий Сигал, Дмитрий Токман, Евгений Супрун, Вячеслав Баранов, Андрей Баутин, Алексей Андреев).

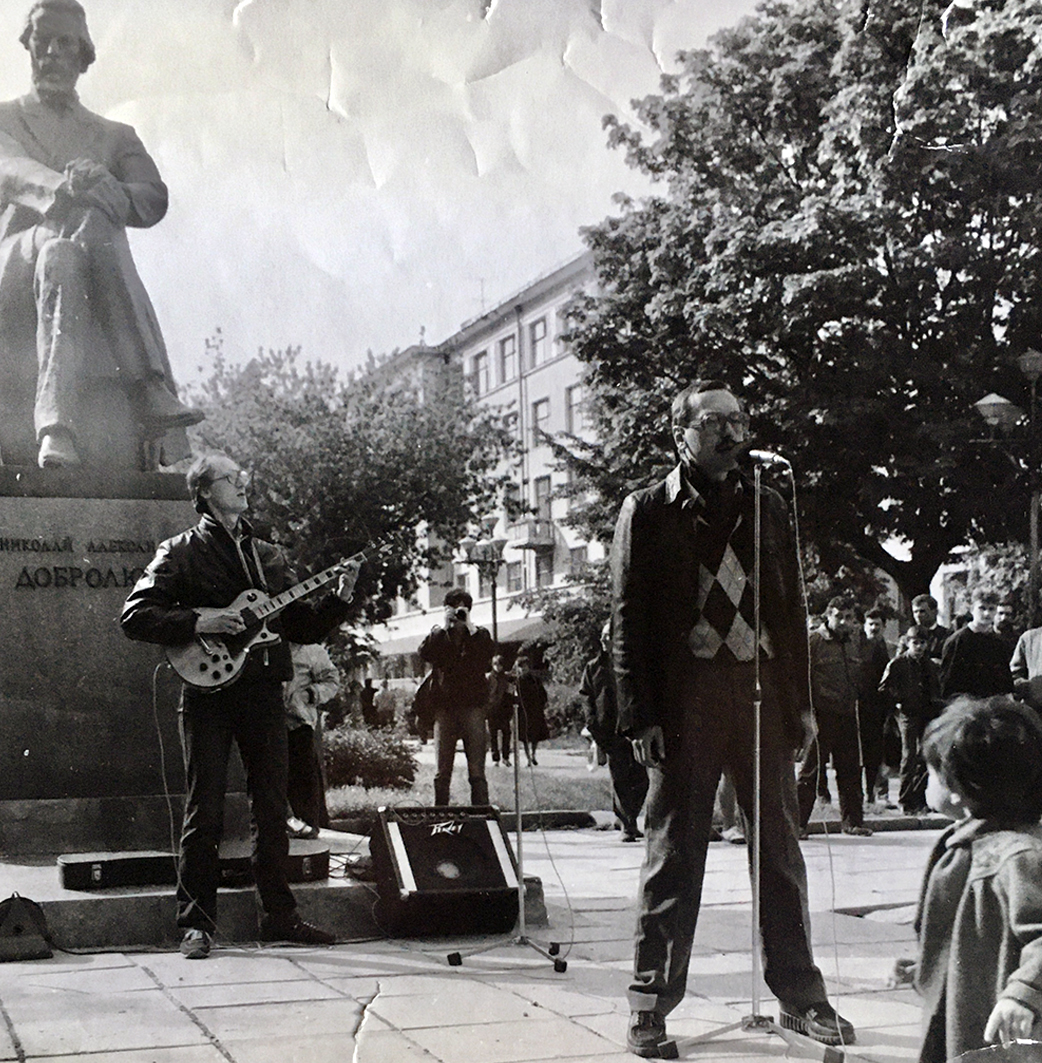
Выступление поэтического объединения «Марафон» в центре Нижнего Новгорода

В это же время Чурдалёв вместе с друзьями (Андреем Баутиным и Михаилом Кониковым) организовал легендарный клуб «Триклиний». По его же собственному рассказу, он снял за бесценок мансарду в одном из старых домов и, совместно с друзьями, превратил это место в некое подобие салона с двумя роялями и бильярдом. Здесь собиралась культурная элита, выступали поэты, рок-музыканты. Гостями «Триклиния» были Андрей Макаревич, Александр Башлачёв, участники группы «Несчастный случай», Виктор Коркия, Игорь Иртеньев, Сергей Гандлевский, Дмитрий Пригов, Юрий Арабов.

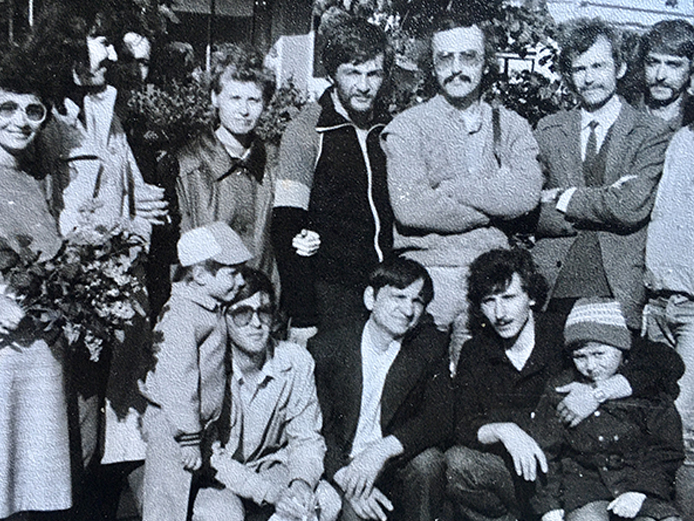
Литобъединение Марафон

«Триклиний» просуществовал пять лет, «он работал напряжённее любого дома культуры».
В конце 80-х Игорь участвует в литературном и общественно-политическом движении «Апрель», после раскола Союза писателей СССР вступает в Союз российских писателей.
В девяностые годы Игорь Чурдалёв занимался бизнесом, был директором Нижегородского творческого фонда «Речь», советником по культуре первого губернатора Нижегородской области Бориса Немцова и советником вице-губернатора по вопросам промышленной пропаганды при втором губернаторе Иване Склярове.
Последние 25 лет жизни, наряду с поэзией, он посвятил тележурналистике – организовал телестудию «Горький НН» и создал ряд знаковых авторских программ.

## Поэзия
Стихам Чурдалёва присущи кинематографичность изображения, философская глубина, острая социальность и взрывной лиризм.

«Поэт должен отпечатать личность на глине эпохи», — сказал он в одном из интервью. Этот отпечаток и был точкой сборки, центром поэтической вселенной Чурдалёва. «...Игорь ...точно определял болевые точки любого временного отрезка – от мига до эпохи. Иногда создавалось впечатление, что он парит над ней – такого масштаба было его поэтическое видение. Но это не было отстранённостью. Это было максимальной слитностью с происходящим, циркуляцией эритроцита в кровеносной системе истории». Идентификация себя как личности в пространстве мировой истории и культуры – одна из главных тем поэтического творчества Игоря Чурдалева.

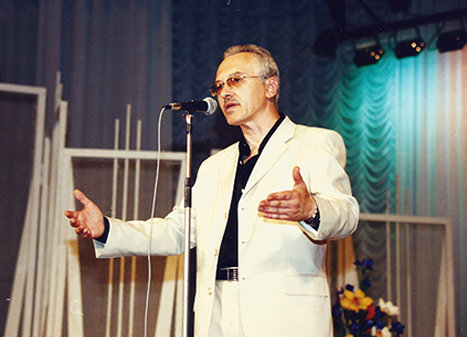
Творческий вечер Чурдалёва в Кремлёвском концертном зале Нижнего Новгорода (2002).

«Жизнь Игоря в последние 10 лет была жизнью философа, поэта и отшельника, что размышление и спокойствие возвел в творческий абсолют. Эта медитативная позиция была им занята после смелой и отчаянной, как у всех, со времен Достоевского, русских мальчиков, попытки художественной революции, духовного переворота, поэтического Сопротивления. Игорь не гнался за публикациями, не стремился к премиям, не клал жизнь на издание своих книг. Хотя он был великолепным, много всего драгоценного знающим поэтом…. Постепенно, шаг за шагом, он вынул себя из утомительного социума, становящегося все хаотичнее, рыночнее, холоднее».

## Сборники стихов
- Ключ: Стихи. — Горький: Волго-Вятское книжное издательство, 1983.
- Железный проспект: Книга стихов. — М.: Современник, 1987.
- Нет времени. Книга стихов. — Н.Новгород, 2002
- Полёт вороны над Окой. Книга стихов. — Н.Новгород, 2020

Формой публикации стихов, написанных в последние годы жизни, стали интернет-сайты «Поэзия.ру» и «Стихи.ру».

## Публицистика
Игорь Чурдалёв был истинным патриотом. Каких бы острых политических или экономических вопросов ни касалась его публицистика, глубинное его отношение к родине оставалось неизменным: «Вес тёмной истории на её ногах, её душа — великие имена, её движение — глобальные потрясения».
Шагнув в постсоветскую эпоху человеком зрелым, духовно и творчески сформировавшимся, Чурдалёв относился к постперестроечным реалиям с большими надеждами, что не исключало некоторой настороженности. «Я до сих пор пьян свободой, у меня чувство человека, освободившегося из тюрьмы. Пора привыкнуть, но не могу. И боюсь лозунгов — мысль, которая становится лозунгом, перестает быть мыслью», — говорил поэт в одном из своих интервью тех лет. Он всегда имел насущную потребность и бесстрашие мыслить. Десятки острых публицистических статей и блестящих эссе Игоря Чурдалёва опубликованы на сайте «Свободная Пресса в НН», с которым он сотрудничал.
Двадцать пять последних лет Игорь Чурдалёв много занимался телепублицистикой, создав в нижегородском эфире ряд знаковых авторских программ: «Без галстука», «Узел», «Земля людей». Свободомыслие и независимая позиция периодически создавали Чурдалёву проблемы и в телевизионном пространстве. Так, на некоторое время он был отлучён от телеэфира за выпуск программы с Гарри Каспаровым. Особый интерес писателя всегда был направлен к сфере «реального труда» — нижегородским промышленным и научным предприятиям, которые в условиях жесточайшего давления внешних обстоятельств различной природы сохраняли уникальные производства, специалистов и учёных высочайшего класса, тем самым давая надежду на возрождение нижегородской индустрии — мощной, высоконаучной, передовой в мировом масштабе.